# 山と高原地図
『山と高原地図』（やまとこうげんちず）は、昭文社がハイカーや登山者向けに発行する、日本国内の著名な山域をシート（1枚）物の地図として収録したシリーズである。2019年現在の価格は一点につき紙版は税込1,100円、スマートフォン版は500円。スマートフォン版の山と高原地図ホーダイは月額400円。
関連する書籍についても、この項にて記述する。

## 概要
内容は、シート物地図1枚、解説小冊子1冊（SiMAP製版のものは、カラー冊子）と、以上2点を収めるカバー表紙（190mm×120mm）1冊。
地図のサイズは四六半裁判（546mm×788mm）だが、「六甲・摩耶」など、若干サイズの異なるものもある。縮尺は山域によって異なるが、おおむね1:2.5万から1:5万（「日本アルプス総図」は1:15万）。破れにくい合成紙ユポ紙を使用し、さらにインク脱落防止のためのニス引き加工により、耐水性・耐摩擦性をもたせている。
地図上では登山ルートが赤線で表示され、各区間ごとのコースタイムなどの情報が記載されている。地図の裏面には山小屋などの宿泊施設やキャンプ地の情報などが記載されている。
解説の小冊子は、コースガイドが主で、アプローチ情報は簡潔にまとめているだけのものが多い。よって、現地までの交通手段などは、他の手段を用いて情報を収集する必要がある。
国土交通省国土地理院は、測量法改正（2002年4月1日施行）に伴う対応として従来の基準の測地系座標（日本測地系）から世界測地系に統一した。これに伴い、経緯度座標の位置が従来より北西方向へ450m（東京付近の場合）移動しており、本シリーズも2002年版よりこの世界測地系に対応している。
本シリーズは、カバー表紙上部に年ごとに異なった色の帯に、何年版かを表記している。例えば、2006年版はオレンジ、2007年版はターコイズに近い青、2008年版はモスグリーン（苔の色に近い緑）の帯である。

## 国土地理院地形図との比較
本シリーズは毎年、修正新刷が年1回（2 - 3月頃。改訂が行われた山域は、3 - 5月頃）発行されている。山域の一部においては調査の都合上、古い状態の情報が掲載されている場合がある。
本シリーズのみならず民間の山岳地図は、毎年修正されることによる情報の新しさ、携帯性、一覧性の高さ、登山施設情報の豊富さ、所要時間の表示、登山道表示の見やすさにおいては優れている。ただし、国土地理院発行の1:2.5万地形図と比べると、携帯性を高めるために縮尺がおおむね1:5万程度と小さい。
一方、国土地理院の地形図は毎年修正されているわけではなく、山岳地域では必要に応じておおむね10年から20年間隔の不定期で行われている。古いものでは昭和50年代から昭和60年代の修正のものが最新の場合もある。地形図の修正年や購入する図名の確認は、日本地図センターのウェブサイトまたは書店備え付けの「刊行地図一覧図」などで確認できる。

## スマートフォン版
スマートフォン向けにアプリ版の山と高原地図が提供されている。3種類のバージョンがある。
- 通常版 - 地図1エリア単位で500円で購入
- ホーダイ - 月額400円
- auスマートパス版 - auスマートパス（月額409円）の加入が必要。ホーダイから一部機能削減。

## シリーズ一覧
2019年現在、以下の61点が出版されている。
1. 利尻・羅臼 斜里・阿寒
2. ニセコ・羊蹄山
3. 大雪山 十勝岳・幌尻岳
4. 八甲田・岩木山 十和田湖
5. 岩手山・八幡平 秋田駒
6. 栗駒・早池峰
7. 蔵王 面白山・船形山
8. 鳥海山・月山
9. 朝日連峰
10. 飯豊山
11. 磐梯・吾妻 安達太良
12. 那須・塩原
13. 日光 白根山・男体山
14. 尾瀬 燧ヶ岳・至仏山
15. 越後三山 平ヶ岳・巻機山
16. 谷川岳
17. 志賀高原 草津白根山・四阿山
18. 妙高・戸隠・雨飾
19. 浅間山 軽井沢
20. 赤城・皇海・筑波
21. 西上州 妙義山・荒船山
22. 奥武蔵・秩父
23. 奥多摩・奥秩父総図
24. 奥多摩　御岳山・大岳山
25. 大菩薩嶺
26. 雲取山・両神山
27. 金峰山・甲武信
28. 高尾・陣馬
29. 丹沢
30. 箱根 金時山・駒ヶ岳
31. 伊豆 天城山
32. 富士山 御坂・愛鷹
33. 八ヶ岳 蓼科・美ヶ原・霧ヶ峰
34. 日本アルプス総図
35. 白馬岳
36. 鹿島槍・五竜岳
37. 剱・立山
38. 槍ヶ岳・穂高岳 上高地
39. 乗鞍高原
40. 御嶽山
41. 木曽駒・空木岳
42. 北岳・甲斐駒
43. 塩見・赤石・聖岳
44. 白山 荒島岳
45. 御在所・霊仙・伊吹
46. 比良山系 武奈ヶ岳
47. 京都北山…京都府内の丹波高地を網羅
48. 北摂・京都西山
49. 六甲・摩耶
50. 金剛・葛城 紀泉高原
51. 高野山・熊野古道　伯母子岳
52. 大峰山脈
53. 大台ヶ原 高見・倶留尊山
54. 氷ノ山 鉢伏・神鍋
55. 大山・蒜山高原
56. 石鎚・四国剣山
57. 福岡の山々 宝満・英彦山
58. 阿蘇・九重 由布岳
59. 祖母・傾
60. 霧島・開聞岳 大崩山
61. 屋久島　宮之浦岳

2008年1月現在、全59点のうち、非SiMAP版は、2.ニセコ・羊蹄山、21.西上州、29.箱根、30.伊豆。

## 改訂
昭文社の地図においては、1995年頃から製版のコンピュータ化が始まり、本シリーズにおいても、1998年頃からコンピュータ化が始まった。1999年頃からは、昭文社独自の地図情報システム「SiMAP」を用いた地図製版のコンピュータ化が本格化し、本シリーズも2002年版よりこれを用いて改訂されるようになった。
2001年以前にコンピュータ改訂を受けた地図は、活字などの図法をSiMAP版の図法に差し替えた上、SiMAPのシリーズに統合されている。2003年版では、出版する地域を68から59に整理・統合した上、表紙を現行のものに変更した。

### 2002年版以降の改訂
2002年版
「日光」「妙高・戸隠・雨飾」「木曽駒・空木山」「白山」「六甲・摩耶」の5点で収録範囲を追加。
全点の本紙注意書きに「入山前に必ず登山計画書を提出するように」との記述を追加。
2003年版
「鳥海山・月山」「朝日連峰」の2点で収録範囲の追加。「白馬岳」「鹿島槍・五竜岳」「槍ヶ岳・穂高岳」「乗鞍高原」の4点で地図面の経緯度座標の追加と小冊子のカラー化など。「八ヶ岳」「日本アルプス総図」「御在所・霊仙・伊吹」「京都北山」「北摂・京都西山」「金剛・葛城」「石鎚・四国剣山」の7点は統廃合に伴う新版。
2004年版
「尾瀬」「谷川岳」「志賀高原」の3点で地図面の経緯度座標の追加と小冊子のカラー化など。「越後三山」「浅間山」「比良山系」「大台ケ原」「屋久島」の5点で収録範囲を追加。
2005年版
「丹沢」「大峰山脈」の2点で収録範囲を追加。
2006年版
「御嶽山」「氷ノ山」「福岡の山々」の3点で収録範囲を追加。
2007年版
「谷川岳」「富士山」「八ヶ岳」「塩見・赤石・聖岳」の4点で全面調査の実施。「蔵王」「飯豊山」の2点で地図面の経緯度座標の追加と小冊子のカラー化。
全点の本紙注意書きに「山におけるし尿問題について」の記述が追加。
2008年版
「那須・塩原」で全面調査の実施。「栗駒・早池峰」「磐梯・吾妻」「高尾・陣馬」の3点で地図面の経緯度座標の追加と小冊子のカラー化。「赤城・皇海・筑波」で全面調査と地図面の経緯度座標の追加、小冊子のカラー化を実施。
全点で、昭文社が公式サイト上にて主催した山岳写真コンテストの大賞作品をカバー裏表紙に掲載したのに加え、同コンテストの受賞作品などを掲載したカラー冊子を付録。カバー裏表紙に2007年版まで掲載されていた隣接図検索用の地図は、カバー表紙内側に移動。

## 関連書籍
日本百名山を登る〈上・下巻〉カード版（山と高原地図PLUS）
持ち運びしやすいカードタイプの登山コースガイド。上下巻とも税込定価1,575円。
日本百名山を登る〈上・下巻〉（山と高原地図PLUS）
冊子タイプの製本で、A5判。上下巻とも税込定価1,470円。
深田久弥が著した『日本百名山』を紹介。上巻では、東日本（北海道から東北・関東・中部地方）の山を収録。下巻では、西日本（中部から近畿・中国・四国・九州地方）の山を収録する。また、深田がその著書の文中や後記で「百名山の候補リストの山だった」と語っている山々もいくつか選んで、上下巻それぞれで紹介している。
日本200名山を登る〈上・下巻〉（山と高原地図PLUS）
冊子タイプの製本で、A5判。上下巻とも税込定価1,365円。
深田クラブが著した『日本二百名山』の中から、深田の『日本百名山』を除く100山を紹介。上巻では、東日本（北海道から東北・関東・中部地方）の山を収録。下巻では、西日本（中部から近畿・中国・四国・九州地方）の山を収録している。
関東山あるき100選（山と高原地図PLUS）
冊子タイプの製本で、A5判。税込定価1,785円。関東と山梨・静岡東部・一部長野の山を100コース紹介している。
関西山あるき100選（山と高原地図PLUS）
冊子タイプの製本で、A5判。税込定価1,785円。中部・近畿・中国・四国地方の山を100コース紹介している。
なるほど知図帳 日本の山
冊子タイプの製本で、A4判。税込定価1,680円。いろいろなテーマで日本の名山を雑学などを交えて紹介している。「なるほど知図帳」シリーズの一つ。
はじめる山あるき
2011年4月から発売された、初心者向けのよりコンパクトな登山地図のシリーズ。表面には登山ルート地図、裏面にはコースガイドなどがカラー印刷されている。